# Lauren Morelli
Pour les articles homonymes, voir Lauren et Morelli.
Lauren Morelli, née à Pittsburgh en Pennsylvanie, est une scénariste et productrice américaine, principalement connue pour son travail pour la série télévisée Orange Is the New Black, produite par Netflix.

## Biographie
Lauren Morelli a déclaré « C'est en écrivant pour Orange Is the New Black que j'ai réalisé que j'étais homosexuelle. »
Elle est en couple avec Samira Wiley, une actrice d'Orange Is the New Black. Les deux femmes se sont mariées le 25 mars 2017.

## Filmographie
scénariste
- 2013-2016 : Orange Is the New Black (série télévisée) (18 épisodes)

productrice, co-productrice
- 2015-2016 : Orange Is the New Black (série télévisée) (26 épisodes)

actrice
- 2014 : Inside Edition (série télévisée documentaire) : elle-même
- 2014 : TMZ on TV (en) (série télévisée) : elle-même
- 2014 : Access Hollywood (en) (série télévisée) : elle-même